# Rialto (Kalifornia)
Rialto város az USA Kalifornia államában, San Bernardino megyében. Lakosainak száma 104 026 fő (2020. április 1.).

## Népesség
A település népességének változása:

| 2010 | 99 171  |
| 2020 | 104 026 |